# Conspiração de Tiepolo

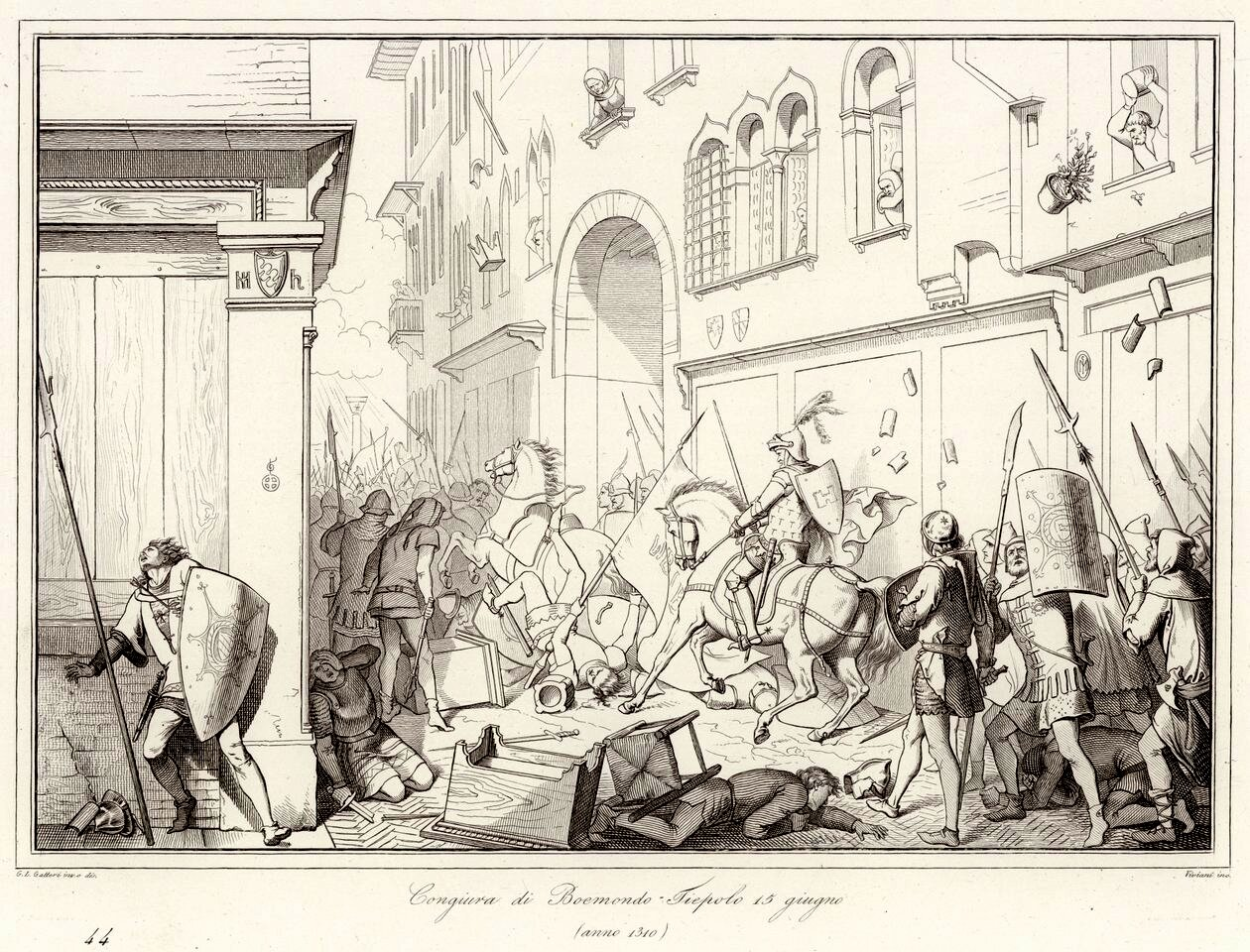
Representação dos confrontos armados e da queda do estandarte de Tiepolo durante a tentativa de golpe, por Giuseppe Lorenzo Gatteri

A conspiração Tiepolo ou conspiração Tiepolo-Querini foi uma tentativa de derrubar o governo da República de Veneza sob o doge Pietro Gradenigo. Chefiada pelos patrícios descontentes Bajamonte Tiepolo, Marco Querini e Badoero Badoer, mas apoiada por um número considerável de outros patrícios, clérigos e plebeus, a conspiração resultou em uma tentativa de golpe em 15 de junho de 1310, na qual três colunas, cada uma liderada por um dos principais conspiradores, deveriam convergir para a Piazza San Marco, tomar o Palácio Ducal e derrubar o governo veneziano. Avisado da trama no último minuto, o Doge mobilizou seus seguidores e forças legalistas. Juntamente com a má coordenação dos conspiradores, a contra-ação decisiva do Doge levou ao fracasso do golpe. Querini, a principal força motriz da conspiração, foi morto nos combates subsequentes junto com um de seus filhos. Badoer foi capturado enquanto tentava cruzar a Lagoa de Veneza de Pádua e executado por traição. Tiepolo foi empurrado para trás e barricado no Rialto. O Grande Conselho permitiu que Tiepolo e seus principais apoiadores partissem para o exílio.
Vários motivos foram atribuídos à conspiração, desde ambições pessoais até uma reação populista à natureza aristocrática cada vez mais exclusiva do estado veneziano após a Serrata do Grande Conselho que excluiu as classes mais baixas do poder. Como neto e bisneto de Doges e filho do candidato dos plebeus na eleição de 1289 contra Pietro Gradenigo, Tiepolo era o herdeiro do campeonato percebido de sua família das classes mais baixas contra Gradenigo, o candidato das famílias estabelecidas da aristocracia tradicional. Em tempos posteriores, Tiepolo foi visto como um heróico defensor do povo, mas os historiadores modernos veem a conspiração como uma luta entre facções entre as elites patrícias, exagerada pela recente e desastrosa Guerra de Ferrara e o consequente interdito papal sobre Veneza.
Após a supressão do golpe, seguiu-se uma política de condenação pública dos participantes. As casas de Tiepolo e Querini foram demolidas e substituídas por monumentos alertando contra a traição. Os cidadãos comuns que ajudaram a resistir ao golpe foram recompensados com destaque e celebrados na lenda subsequente. O Conselho dos Dez foi estabelecido para monitorar os exilados da conspiração e qualquer tentativa de subverter o regime veneziano. Inicialmente uma medida temporária, o Conselho mostrou-se eficiente e tornou-se permanente, tornando-se uma das instituições mais poderosas do governo veneziano.